# Sponsianus
Sponsian sau Sponsianus ar fi fost un presupus uzurpator roman, posibil din timpul împăratului Filip Arabul sau mai târziu. El este cunoscut doar după câțiva aurei (monede) descoperite în 1713 în Transilvania.
Nu există înregistrări istorice care să documenteze un împărat roman cu numele „Sponsianus”. Numismatul Henry Cohen a susținut în 1863 că monedele erau niște falsuri. Niște cercetători de la University College din Londra au susținut în 2022 că monedele sunt autentice.
În prezent sunt cunoscute numai patru exemplare ale acestei monede:  unul la „Hunterian museum” din Glasgow, două la „Münzkabinett” din Viena și unul la Muzeul Național Brukenthal din Sibiu.